# 9229 Matsuda
9229 Matsuda eller 1996 DJ1 är en asteroid i huvudbältet som upptäcktes den 20 februari 1996 av de båda japanska astronomerna Kazuro Watanabe och Kin Endate vid Kitami-observatoriet. Den är uppkallad efter Junichi Matsuda.
Asteroiden har en diameter på ungefär 6 kilometer och den tillhör asteroidgruppen Koronis.